# Josef Anton Georg Büeler
Josef Anton Georg Büeler (* 22. April 1824 in Lachen; † 4. Juni 1891 in Schwyz) war ein Unternehmer und konservativer Politiker des Schweizer Kantons Schwyz.
Büeler war heimatberechtigt in Schwyz und Lachen. Sein Vater war ein Landwirt. Als Regierungsrat leitete Büeler von 1852 bis 1859 die Militär- und von 1859 bis 1862 die Justizdirektion. Er war Landesstatthalter von 1854 bis 1855 und von 1858 bis 1860 und Landammann von 1856 bis 1858 und 1860 bis 1862. Ausserdem bekleidete er verschiedene politischen Ämter und Mandate. So war er von 1848 bis 1849 
Gemeindepräsident der Gemeinde  Lachen, von 1850 bis 1852 Bezirksammann der March und von 1876 bis 1884 Mitglied im Gemeinderat von Schwyz. Parallel wirkte er im Kantonsparlament als Kantonsrat in den Wahlperioden von 1848 bis 1862 und von 1886 bis 1888 mit und wurde für die Zeit von 1852 bis 1853 zum Kantonsratspräsidenten gewählt. 1857 wurde er in den Nationalrat der Schweiz gewählt, in dem er bis 1863 tätig war. 
1856 wurde er Mitinhaber der neuen Spinnerei in Ibach (Gemeinde Schwyz). 1859 gründete er in Lachen eine Glasfabrik.